# Сезар (кинопремия, 1983)
8-я церемония вручения наград премии «Сезар» (также известной как Ночь Сезара (фр. Nuit des César)) за заслуги в области французского кинематографа за 1982 год состоялась 26 февраля 1983 года в кинозале Гран-Рекс (Париж, Франция). Президентом церемонии выступила актриса Катрин Денёв.
С этого года вручаются награды начинающим актёрам и актрисам.

## Список лауреатов и номинантов
Количество наград/номинаций:
- 0/9: «Комната в городе»
- 3/8: «Осведомитель»
- 2/5: «Северная звезда»
- 1/5: «Дантон» / «Отверженные»
- 3/4: «Возвращение Мартина Герра»
- 1/4: «Прохожая из Сан-Суси»
- 1/3: «Что заставило бежать Давида?» / «Бум 2»
- 0/3: «Страсть» / «Стрельбы»
- 1/2: «Форель»
- 0/2: «Жозефа» / «Ревущие сороковые»
- 1/1: «Семейный рок» / «Умереть в 30 лет» / «Junkopia» / «Блеф» / «Легенда о бедном горбуне» / «Виктор/Виктория»

### Основные категории
• Лауреаты выделены отдельным цветом. 
| Категории                                                                              | Лауреаты и номинанты                                                                                     | Лауреаты и номинанты                                                                 |
| -------------------------------------------------------------------------------------- | --- | ------------------------------------------------------------------------------------ |
| Лучший фильм                                                                           | • Осведомитель / La Balance (режиссёр: Боб Свэм)                                                         | • Осведомитель / La Balance (режиссёр: Боб Свэм)                                     |
| Лучший фильм                                                                           | • Дантон / Danton (режиссёр: Анджей Вайда)                                                               |                                                                                      |
| Лучший фильм                                                                           | • Страсть / Passion (режиссёр: Жан-Люк Годар)                                                            |                                                                                      |
| Лучший фильм                                                                           | • Комната в городе / Une chambre en ville (режиссёр: Жак Деми)                                           |                                                                                      |
| Лучший режиссёр                                                                        | | • Анджей Вайда за фильм «Дантон»                                                     |
| Лучший режиссёр                                                                        | • Боб Свэм (англ.) — «Осведомитель»                                                                      |                                                                                      |
| Лучший режиссёр                                                                        | • Жан-Люк Годар — «Страсть»                                                                              |                                                                                      |
| Лучший режиссёр                                                                        | • Жак Деми — «Комната в городе»                                                                          |                                                                                      |
| Лучший актёр                                                                           | | • Филипп Леотар — «Осведомитель» (за роль Деде Лаффона)                              |
| Лучший актёр                                                                           | • Жерар Депардьё — «Дантон» (за роль Дантона)                                                            |                                                                                      |
| Лучший актёр                                                                           | • Жерар Ланвен — «Стрельбы» (фр.) (за роль Антуана Беранже)                                              |                                                                                      |
| Лучший актёр                                                                           | • Лино Вентура — «Отверженные» (за роль Жана Вальжана)                                                   |                                                                                      |
| Лучшая актриса                                                                         | | • Натали Бай — «Осведомитель» (за роль Николь Дане)                                  |
| Лучшая актриса                                                                         | • Миу-Миу — «Жозефа» (фр.) (за роль Жозефы Мане)                                                         |                                                                                      |
| Лучшая актриса                                                                         | • Роми Шнайдер (посмертно) — «Прохожая из Сан-Суси» (за роль Эльзы Винер / Лины Баумштейн)               |                                                                                      |
| Лучшая актриса                                                                         | • Симона Синьоре — «Северная звезда» (фр.) (за роль мадам Луизы Барон)                                   |                                                                                      |
| Лучший актёр второго плана                                                             | | • Жан Карме — «Отверженные» (за роль Тенардье)                                       |
| Лучший актёр второго плана                                                             | • Мишель Жоназ — «Что заставило бежать Давида?» (фр.) (за роль Симона)                                   |                                                                                      |
| Лучший актёр второго плана                                                             | • Жерар Клейн (фр.) — «Прохожая из Сан-Суси» (за роль Мориса)                                            |                                                                                      |
| Лучший актёр второго плана                                                             | • Жан-Франсуа Стевенен — «Комната в городе» (за роль Дамбьеля)                                           |                                                                                      |
| Лучшая актриса второго плана                                                           | | • Фанни Коттансон — «Северная звезда» (за роль Сильви Барон)                         |
| Лучшая актриса второго плана                                                           | • Стефан Одран — «Рай для всех» (фр.) (за роль Эдит)                                                     |                                                                                      |
| Лучшая актриса второго плана                                                           | • Даниэль Дарьё — «Комната в городе» (за роль Марго Ланглуа)                                             |                                                                                      |
| Лучшая актриса второго плана                                                           | • Дениз Грей — «Бум 2» (за роль Пупетт)                                                                  |                                                                                      |
| Самый многообещающий актёр                                                             | | • Кристоф Малавуа — «Семейный рок» (фр.)                                             |
| Самый многообещающий актёр                                                             | • Жан-Поль Комар (фр.) — «Осведомитель» (за роль бельгийца)                                              |                                                                                      |
| Самый многообещающий актёр                                                             | • Чеки Карио — «Осведомитель» (за роль Петровича)                                                        |                                                                                      |
| Самый многообещающий актёр                                                             | • Доминик Пинон — «Возвращение Мартина Герра» (фр.)                                                      |                                                                                      |
| Самая многообещающая актриса                                                           | | • Софи Марсо — «Бум 2»                                                               |
| Самая многообещающая актриса                                                           | • Суад Амиду (фр.) — «Старший брат» (фр.)                                                                |                                                                                      |
| Самая многообещающая актриса                                                           | • Фабьен Гуйон (фр.) — «Комната в городе»                                                                |                                                                                      |
| Самая многообещающая актриса                                                           | • Жюли Жезекель (фр.) — «Северная звезда»                                                                |                                                                                      |
| Лучший оригинальный сценарий и диалоги (фр. Meilleur Scénario original et Dialogues)   | | • Жан-Клод Каррьер и Даниэль Винь (фр.) — «Возвращение Мартина Герра»                |
| Лучший оригинальный сценарий и диалоги (фр. Meilleur Scénario original et Dialogues)   | • Матьё Фабиани и Боб Свэм — «Осведомитель»                                                              |                                                                                      |
| Лучший оригинальный сценарий и диалоги (фр. Meilleur Scénario original et Dialogues)   | • Эрик Ромер — «Выгодная партия»                                                                         |                                                                                      |
| Лучший оригинальный сценарий и диалоги (фр. Meilleur Scénario original et Dialogues)   | • Эли Шураки (фр.) — «Что заставило бежать Давида?»                                                      |                                                                                      |
| Лучший адаптированный сценарий и диалоги (фр. Meilleure Adaptation et Dialogues)       | • Жан Оранш (фр.), Пьер Гранье-Дефер и Мишель Гризолия (фр.) — «Северная звезда»                         | • Жан Оранш (фр.), Пьер Гранье-Дефер и Мишель Гризолия (фр.) — «Северная звезда»     |
| Лучший адаптированный сценарий и диалоги (фр. Meilleure Adaptation et Dialogues)       | • Жан-Клод Каррьер — «Дантон»                                                                            |                                                                                      |
| Лучший адаптированный сценарий и диалоги (фр. Meilleure Adaptation et Dialogues)       | • Паскаль Жарден (фр.) и Даниэль Шмид — «Геката» (фр.)                                                   |                                                                                      |
| Лучший адаптированный сценарий и диалоги (фр. Meilleure Adaptation et Dialogues)       | • Ален Деко и Робер Оссейн — «Отверженные»                                                               |                                                                                      |
| Лучшая музыка к фильму                                                                 | | • Мишель Порталь (фр.) — «Возвращение Мартина Герра»                                 |
| Лучшая музыка к фильму                                                                 | • Владими́р Косма́ и Франсис Ле — «Бум 2»                                                                  |                                                                                      |
| Лучшая музыка к фильму                                                                 | • Жорж Делерю — «Прохожая из Сан-Суси»                                                                   |                                                                                      |
| Лучшая музыка к фильму                                                                 | • Мишель Коломбье (фр.) — «Комната в городе»                                                             |                                                                                      |
| Лучший монтаж                                                                          | • Ноэль Буассон (фр.) — «Что заставило бежать Давида?»                                                   | • Ноэль Буассон (фр.) — «Что заставило бежать Давида?»                               |
| Лучший монтаж                                                                          | • Жан Равель (фр.) — «Северная звезда»                                                                   |                                                                                      |
| Лучший монтаж                                                                          | • Франсуаз Жавэ — «Осведомитель»                                                                         |                                                                                      |
| Лучший монтаж                                                                          | • Анри Ланоэ (фр.) — «Ревущие сороковые» (фр.)                                                           |                                                                                      |
| Лучший монтаж                                                                          | • Арман Псенни — «Стрельбы»                                                                              |                                                                                      |
| Лучшая работа оператора                                                                | • Анри Алькан — «Форель» (фр.)                                                                           | • Анри Алькан — «Форель» (фр.)                                                       |
| Лучшая работа оператора                                                                | • Эдмон Ришар — «Отверженные»                                                                            |                                                                                      |
| Лучшая работа оператора                                                                | • Рауль Кутар — «Страсть»                                                                                |                                                                                      |
| Лучшая работа оператора                                                                | • Жан Пензер (фр.) — «Комната в городе»                                                                  |                                                                                      |
| Лучшие декорации                                                                       | • Ален Негре — «Возвращение Мартина Герра»                                                               | • Ален Негре — «Возвращение Мартина Герра»                                           |
| Лучшие декорации                                                                       | • Александр Траунер — «Форель»                                                                           |                                                                                      |
| Лучшие декорации                                                                       | • Франсуа де Ламот (фр.) — «Отверженные»                                                                 |                                                                                      |
| Лучшие декорации                                                                       | • Бернар Эвейн (фр.) — «Комната в городе»                                                                |                                                                                      |
| Лучший звук                                                                            | • Вильям Робер Сивель (фр.) (посмертно), Клод Вилланд (фр.) — «Прохожая из Сан-Суси»                     | • Вильям Робер Сивель (фр.) (посмертно), Клод Вилланд (фр.) — «Прохожая из Сан-Суси» |
| Лучший звук                                                                            | • Жан-Пьер Ру (фр.) — «Дантон»                                                                           |                                                                                      |
| Лучший звук                                                                            | • Пьер Гаме (фр.), Жак Момон (фр.) — «Ревущие сороковые»                                                 |                                                                                      |
| Лучший звук                                                                            | • Андре Эрве (фр.) — «Комната в городе»                                                                  |                                                                                      |
| Лучшая дебютная работа                                                                 | • «Умереть в 30 лет» (фр.) — режиссёр: Ромен Гупиль (фр.)                                                | • «Умереть в 30 лет» (фр.) — режиссёр: Ромен Гупиль (фр.)                            |
| Лучшая дебютная работа                                                                 | • «Жозефа» — режиссёр: Кристофер Франк (фр.)                                                             |                                                                                      |
| Лучшая дебютная работа                                                                 | • «Любовные письма из Сомали» (фр.) — режиссёр: Фредерик Миттеран                                        |                                                                                      |
| Лучшая дебютная работа                                                                 | • «Стрельбы» — режиссёр: Жан-Клод Миссьен (фр.)                                                          |                                                                                      |
| Лучший короткометражный документальный фильм (фр. Meilleur Court-métrage documentaire) | • Junkopia (режиссёр: Крис Маркер)                                                                       | • Junkopia (режиссёр: Крис Маркер)                                                   |
| Лучший короткометражный документальный фильм (фр. Meilleur Court-métrage documentaire) | • L'ange de l'abîme (режиссёр: Анни Трегот)                                                              |                                                                                      |
| Лучший короткометражный документальный фильм (фр. Meilleur Court-métrage documentaire) | • Los montes (режиссёр: Хосе Мария Мартин Сармиенто)                                                     |                                                                                      |
| Лучший короткометражный документальный фильм (фр. Meilleur Court-métrage documentaire) | • Sculptures sonores (режиссёр: Жак Барсак)                                                              |                                                                                      |
| Лучший короткометражный игровой фильм (фр. Meilleur court métrage de fiction)          | • Блеф / Bluff (режиссёр: Филипп Бенсуссан)                                                              | • Блеф / Bluff (режиссёр: Филипп Бенсуссан)                                          |
| Лучший короткометражный игровой фильм (фр. Meilleur court métrage de fiction)          | • Беги, цыган / Canta Gitano (режиссёр: Тони Гатлиф)                                                     |                                                                                      |
| Лучший короткометражный игровой фильм (фр. Meilleur court métrage de fiction)          | • La saisie (режиссёр: Ив Ноэль-Франсуа)                                                                 |                                                                                      |
| Лучший короткометражный игровой фильм (фр. Meilleur court métrage de fiction)          | • Мерлин или золотой курс / Merlin ou le cours de l'or (режиссёр: Артюр Жоффе)                           |                                                                                      |
| Лучший короткометражный анимационный фильм (фр. Meilleur Court-métrage d'animation)    | • Легенда о бедном горбуне / La Légende du pauvre bossu (режиссёр: Мишель Осело)                         | • Легенда о бедном горбуне / La Légende du pauvre bossu (режиссёр: Мишель Осело)     |
| Лучший короткометражный анимационный фильм (фр. Meilleur Court-métrage d'animation)    | • Chronique 1909 (режиссёры: Гаэтан Бриззи, Поль Бриззи)                                                 |                                                                                      |
| Лучший короткометражный анимационный фильм (фр. Meilleur Court-métrage d'animation)    | • Без предупреждения / Sans préavis (режиссёр: Мишель Готье)                                             |                                                                                      |
| Лучший иностранный фильм                                                               | • Виктор/Виктория / Victor Victoria (Великобритания, режиссёр: Блейк Эдвардс)                            | • Виктор/Виктория / Victor Victoria (Великобритания, режиссёр: Блейк Эдвардс)        |
| Лучший иностранный фильм                                                               | • Инопланетянин / E.T. the Extra-Terrestrial (США, режиссёр: Стивен Спилберг)                            |                                                                                      |
| Лучший иностранный фильм                                                               | • Женщина французского лейтенанта / The French Lieutenant's Woman (Великобритания, режиссёр: Карел Рейш) |                                                                                      |
| Лучший иностранный фильм                                                               | • Дорога / Yol (Турция, режиссёры: Шериф Гёрен и Йылмаз Гюней)                                           |                                                                                      |

### Специальная награда
| Почётный «Сезар» |  | • Ремю (посмертно) |